# Alberto Górriz Echarte
Alberto Górriz Echarte (Irún, Guipúzcoa, 16 de febrero de 1958), apodado Bixio Górriz, es un exfutbolista español. Jugó durante los años 1980 y principios de los 90 en la posición de defensa central y su único equipo profesional fue la Real Sociedad de Fútbol de San Sebastián.
Posee el récord de ser el jugador que más partidos oficiales ha jugado con la elástica realista (599), y también el que más partidos de Primera División ha disputado (461) con dicha camiseta. Participó en todos los títulos que ha conseguido el club donostiarra a lo largo de su historia.
Buen marcador, Górriz destacaba en el juego aéreo, lo que le permitió marcar algunos goles a lo largo de su carrera cuando se sumaba a los lanzamientos de saques de esquina y remataba de cabeza.
Es padre del también jugador de fútbol Alberto Górriz Semper.

## Trayectoria
Górriz nació en la localidad guipuzcoana de Irún el 16 de febrero de 1958. Sus primeros pasos como futbolista los dio en el San Marcial de su localidad natal, de donde fue captado por los ojeadores de la Real Sociedad. Antes de dar el salto al primer equipo, jugó varias temporadas en el Sanse, el filial realista. Su debut con la Real Sociedad en la primera división se produjo el 8 de abril de 1979 en el Estadio de Vallecas, en un partido frente al Rayo Vallecano que ganó la Real Sociedad por 0-4. En aquel momento tenía 21 años de edad. Durante las temporadas 1978-79 y 79-80 fue suplente de los defensas centrales titulares y no se hizo con la titularidad hasta la temporada 1980-81. Fue dueño indiscutible de ese puesto hasta la temporada 1991-92. Fueron 12 temporadas en las que el irunés jugó más del 95% de los partidos que disputó su equipo. Su carrera fue respetada por las lesiones ya que no tuvo ninguna de gravedad. Esto permitió a Górriz convertirse en el jugador que más partidos oficiales de Liga ha jugado con la Real Sociedad (461) y en uno de los jugadores que más partidos han jugado de la Liga Española (actualmente ocupa el puesto 17.º de ese ranking).
Górriz contribuyó de forma decisiva a la consecución de los dos títulos de Liga de las temporadas 1980-81 y 1981-82, las únicas que ha obtenido la Real Sociedad en su historia, así como la Supercopa de España de 1982. En esas temporadas formó pareja en el centro de la defensa realista con el veterano Kortabarria. Górriz fue autor del pase del gol que transformó Jesús María Zamora en el último partido de la Liga 1980-81 en El Molinón de Gijón frente al Sporting que supuso la obtención in extremis del título de Liga por la Real Sociedad. En esos primeros años de Górriz también es destacable su participación en la Copa de Europa de 1982-83, en la que el equipo txuri-urdin alcanzó las semifinales.
Con posterioridad y durante el resto de su carrera formó un tándem deportivo casi inseparable con su compañero Agustín Gajate. La pareja formada por Górriz y Gajate en el centro de la defensa es una de las clásicas de la historia del equipo donostiarra. En 1987 Górriz ganó la Copa del Rey y en 1988 contribuyó a que su equipo fuera subcampeón de Liga y de Copa. 1988 también fue el año de su debut como jugador internacional.
Górriz se retiró del fútbol profesional en 1993 a los 35 años de edad. Hubo de esperar a su última temporada para perder la titularidad indiscutible que había disfrutado durante más de una década, pero aún en su último año siguió aportando su veteranía y muchos minutos al juego de su equipo. Su despedida y homenaje coincidieron con el último partido que disputó la Real Sociedad en el viejo Estadio de Atocha, antes de trasladarse al nuevo Estadio de Anoeta

## Internacional
El debut internacional de Górriz llegó de forma tardía, en 1988, cuando contaba ya 30 años de edad. Luis Suárez lo llevó convocado al Mundial Italia 90
Ese Mundial supuso el colofón de la carrera de Górriz. Con 32 años de edad fue uno de los defensas titulares y llegó a marcar un gol en el partido España-Bélgica. Su último partido como internacional lo disputó en aquel mismo Mundial (España-Yugoslavia). En total, Górriz disputó 12 partidos con la selección entre 1988 y 1990 y marcó un gol.
También disputó partidos amistosos con la Selección de Euskadi.

### Participaciones en Copas del Mundo
| Mundial                        | Selección | Resultado        |
| ------------------------------ | --------- | ---------------- |
| Copa Mundial de Fútbol de 1990 | España    | Octavos de final |

### Goles con la selección
| Núm. | Fecha         | Lugar                         | Rival   | Gol   | Resultado | Competición  |
| ---- | ------------- | ----------------------------- | ------- | ----- | --------- | ------------ |
| 1    | 21 - 6 - 1990 | Marcantonio Bentegodi, Verona | Bélgica | 2 - 1 | 2 - 1     | Mundial 1990 |

## Clubes
| Club             | País   | Año       |
| ---------------- | ------ | --------- |
| San Marcial      | España |           |
| Touring KE       | España | 1978-1979 |
| San Sebastián CF | España | 1979      |
| Real Sociedad    | España | 1979-1993 |

## Palmarés

### Campeonatos nacionales
| Título       | Club          | País   | Año  |
| ------------ | ------------- | ------ | ---- |
| Liga         | Real Sociedad | España | 1981 |
| Liga         | Real Sociedad | España | 1982 |
| Supercopa    | Real Sociedad | España | 1982 |
| Copa del Rey | Real Sociedad | España | 1987 |